# Обвістка
Обвістка, або обістка — податок, що стягувався на митниці. Головне призначення податку — сповіщення про прибуття товарів.

Відомості про розміри обвістки, зокрема, містяться у ревізії державних замків у Великому князівстві Литовському від 1552 року. 
У Черкасах торговці, які не мали безмитних листів, платили обвістку розміром 3 гроші від копи, у Каневі — 2. На Крем'янецькій митній коморі купці та козаки з інших населених пунктів у 1563 році платили обвістку.